# Burgena varia
Burgena varia är en fjärilsart som beskrevs av Walker 1854. Burgena varia ingår i släktet Burgena och familjen nattflyn. Inga underarter finns listade i Catalogue of Life.